# ال‌پی‌جی

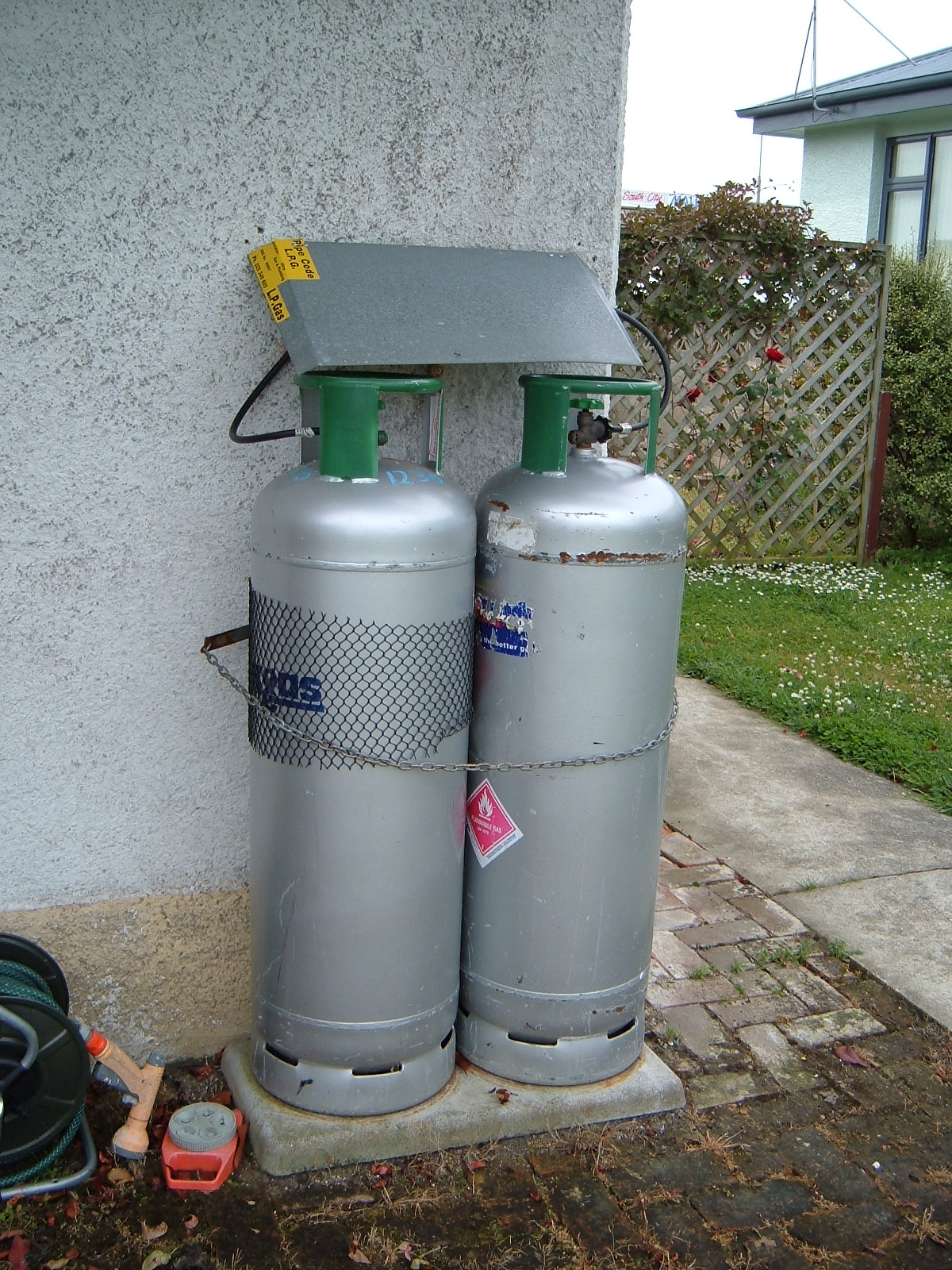
سیلندر گاز مایع

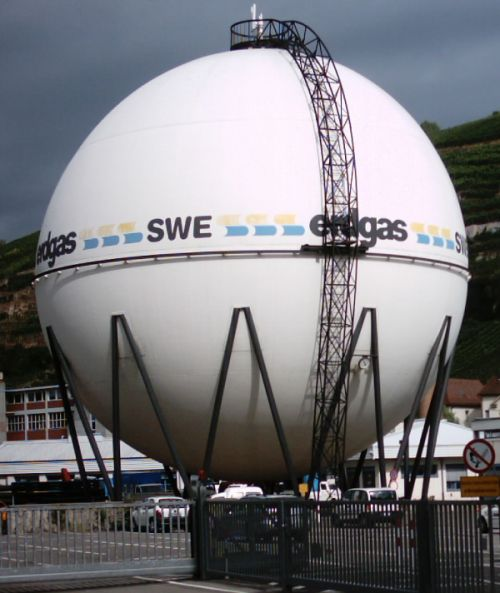
مخزن ال‌پی‌جی که معمولاً در پالایشگاه‌ها استفاده می‌شود

گاز نفتی مایع‌شده یا ال‌پی‌جی (به انگلیسی: Liquefied Petroleum Gas) به دو گاز هیدروکربنی بوتان و پروپان یا ترکیب آن‌ها گفته می‌شود که در حالت مایع نگه داشته می‌شوند. معمولاً مقادیر کمی از ترکیباتی چون پروپیلن و بوتیلن نیز در گاز مایع موجود است. گاز مایع بیشتر برای کاربردهای گرمایشی و به عنوان سوخت وسایل نقلیه استفاده می‌شود. همچنین در ساخت افشانه‌ها و به عنوان گاز خنک‌کننده در وسایل سرمازا همچون یخچال و فریزر نیز استفاده می‌شود.
ال‌پی‌جی در پالایشگاه محصول فرعی پالایش گاز طبیعی و پالایش نفت خام است. ارزش حرارتی گاز مایع ۴۶٫۱ مگاژول/کیلوگرم است که بالاتر از بنزین و نفت کوره است و در وزن مساوی انرژی بالاتری تولید می‌کند اما ارزش حرارتی آن در حجم مساوی کمتر است چون گاز است و تراکم کمتری دارد. هر لیتر گاز مایع ۵۰۰ تا ۵۸۰ گرم و هر لیتر بنزین ۷۱۰ تا ۷۷۰ گرم وزن دارد. این گاز در دمای ۲۱ درجه سلسیوس تحت فشار حداکثر ۸ کیلوگرم بر سانتیمتر مربع به مایع تبدیل می‌شود؛ و در زمان تولید فاقد رنگ و بو و حتی مزه است که برای ایمنی بیشتر به آن ترکیبات گوگرد دار به نام مرکاپتان (که شامل اتیل مرکاپتان و متیل مرکاپتان) اضافه می‌شود.
ال‌پی‌جی را نباید با ال‌ان‌جی (گاز طبیعی مایع‌شده) اشتباه گرفت. ال‌ان‌جی در واقع همان گاز طبیعی (عمدتاً متان و اتان) است که برای حمل‌ونقل راحت‌تر و مقرون به صرفه تر به صورت مایع درمی‌اید. سی‌ان‌جی نیز گاز طبیعی است که فشرده شده تا حجم کمتری را اشغال کند.

## مصارف خانگی و صنایع کوچک
اکثر مردم به ال پی جی گاز مایع می‌گویند که در سیلندرهای قابل حمل ۵۰ کیلویی، ۱۱ کیلویی (سیلندر خانگی)، ۵ کیلویی (پیکنیکی بزرگ) و ۲ کیلویی (پیکنیکی متوسط) و ۱ کیلویی (پیکنیکی کوچک) در ایران به فروش می‌رسد. (قبل از این که شهرها لوله‌کشی گاز طبیعی شوند عمده مصرف خانه‌ها برای اجاق‌ها و در زمان بی برقی برای روشنایی، گاز مایع سیلندری بود که بعد از لوله‌کشی شبکه گاز طبیعی برای هر خانه، دیگر کمتر در خانه‌ها استفاده می‌شود)

در صنایع کوچک که مصرف‌کننده صنعتی نمی‌تواند هزینه نصب مخازن بزرگ گاز را تأمین نماید یا مکان نصب این مخازن را ندارد از سیلندرهای ۵۰ کیلویی که قابل حمل است استفاده کرده و آن را در خارج از ساختمان به لوله‌کشی گاز ساختمان وصل می‌کند.

## مصارف صنعتی
برای مصارف صنعتی از ال پی جی (LPG) در مخازن بزرگتری که در محل تولیدی صنعتی نصب شده‌است استفاده می‌شود. این مخازن به وسیله ماشین‌های حمل گاز مایع (گاز کش) مستقیم از پالایشگاه یا شرکت‌های توزیع گاز مایع پُر می‌شوند.

### ظرفیت‌های استاندارد مخازن گاز مایع صنعتی
مخازن بر اساس اندازه ظرفیت آبی آن (مقدار آبی که در آن جای می‌گیرد) به صورت استاندارد به ظرفیت‌های زیر تقسیم می‌شود.

۱۲۵ گالن، ۲۵۰ گالن، ۵۰۰ گالن، ۱۰۰۰ گالن، ۱۵۰۰ گالن، ۲۰۰۰ گالن، ۳۰۰۰ گالن، ۶۵۶۵ گالن، ۹۸۰۰ گالن، ۱۲۰۰۰ گالن، ۲۰۰۰۰ گالن، ۳۰۰۰۰ گالن

این مخازن بغیر از ۱۲۵ و ۲۵۰ گالن آن همگی به صورت استوانه‌ای بوده و همگی شامل بدنه مخزن و دو عدسی برای کلگی آن می‌باشد؛ و در مخازن ۶۵۶۵ گالن به بالا دریچه‌ای آدم رو (MANHOLE) برای آن در نظر گرفته شده‌است.

## موارد استفاده ال پی جی
این گاز به دلیل این که به سادگی قابل حمل و نقل است در بسیاری از مکانهایی که استفاده از منابع دیگر سوخت امکان‌پذیر نیست استفاده می‌گردد.
1. خانه‌ها جهت اجاق گازها و وسایل گرمایشی
2. کارخانه‌ها جهت سوخت کوره‌ها و مشعل‌ها (و در بعضی از آنها جهت سوخت دوم)
3. آشپزخانه‌های صنعتی و تجاری
4. سیستم جرقه زن (IGNITION) توربین‌های گازی در نیروگاه‌های سیکل ترکیبی
5. سوخت دوم و جایگزین برای خودروها (دوگانه‌سوز)

## مصرف ال پی جی در خودرو
امروزه در بسیاری از کشورهای پیشرفته دنیا از جمله ترکیه، کره جنوبی، روسیه، ایتالیا، لهستان، انگلیس و آمریکا از گاز مایع به عنوان سوخت خودرو استفاده می‌کنند که به آن اتوگاز گفته می‌شود.
برای مثال در ترکیه سالانه ۳/۳ میلیون تن اتوگاز در ۴/۵ میلیون خودرو و در کره جنوبی سالانه ۳/۱ میلیون تن اتوگاز در ۲/۱ میلیون خودرو مصرف میشود. این سوخت در اروپا به سوخت پاک معروف است. سالانه ۲۸ میلیون تن اتوگاز در دنیا مصرف می‌شود.

## مصرف ال پی جی در ایران
عمده مصرف این سوخت در ایران در بخشهای خانگی و حمل و نقل (به عنوان سوخت دوم خودروهای دوگانه سوز) است.
البته مصرف این سوخت در ایران با مناقشاتی همراه بوده‌است. به دلیل صرفه اقتصادی نسبت به بنزین، مردم آن را در خودروها استفاده می‌کنند و این باعث کم آمدن در روستاها شده‌است و به همین دلیل مسئولین وزارت نفت، استانداری‌ها و برخی مسئولین سازمان استاندارد استانها برای کنترل مصرف در بخش خودرو، با مصاحبه‌های فراوانی عنوان کرده‌اند که گازمایع یک سوخت بسیار خطرناک، غیرایمن و با آلایندگی زیاد زیست‌محیطی است. این در حالی است که برخی از کارشناسان معتقدند اینطور نیست و دلایل آنها هم این است که این سوخت در بسیاری از کشورهای پیشرفته دنیا به ویژه در ترکیه، کره جنوبی، روسیه، ایتالیا، لهستان، انگلیس و آمریکا به عنوان سوخت جایگزین بنزین و دیزل استفاده می‌شود.

## آیا ال پی جی یک سوخت خطرناک و غیرایمن است؟
بسیاری از مسئولان در ایران برای سوق دادن مردم به استفاده از گاز طبیعی فشرده (cng) طی وعده‌های دروغین این سوخت را سوختی غیر ایمن و خطرناک نام برده‌اند. در صورتی که با تبدیل مجاز و ایمن خودرو و استفاده از این سوخت، حتی از بنزین و گازوئیل هم ایمن تر است
سه عامل اصلی در ایمنی LPG نقش دارند:
۱- فشار مخزن ۲- محدودیت‌های انفجار و اشتعال پذیری ۳- دوگانه سوز کردن ایمن به صورت کارخانه‌ای یا در کارگاه‌های استاندارد
فشار مخزن نگه داری گاز مایع ۸ بار است که بسیار ناچیز است و باعث انفجار نمی‌شود.
حدود قابل اشتعال مخلوط LPG با هوا ۴/۲٪ تا ۶/۹٪ است. این بدان معنی است که وقتی غلظت LPG در هوا کمتر از حدود ۴/۲٪ یا بیش‌تر از ۶/۹٪ است، مخلوط آتش نمی‌گیرد.
در صورت تبدیل استاندارد خودرو به دوگانه LPG سوز، هیچ اتفاقی نخواهد افتاد.

## وضعیت ال پی جی از منظر آلایندگی زیست‌محیطی
عمدتاً در فرآورده‌های پالایشگاهی گوگرد همراه مواد سنگین باقی می‌مانداند و چون گاز مایع جزو فرآوهایهای سبک خروجی از برج تقطیر پالایشهاها است، مقدار گوگرد موجود در آن بسیار کمتر از بنزین و دیزل است و البته این مقدار کم نیز در واحدهای جداگ‌ایای به نام واحدهای مراکس پالایشگاهی کاملاً قابل جداسازی است. پس در صورت استفاده از این سوخت به عنوان سوخت جایگزین در خودروها می‌توانیم بسیاری از مشکلات آلودگی کلانشهرها را نیز حل کنیم. شاید به همین دلیل است که LPG در اروپا به سوخت پاک معروف است. انگلیس به‌طور گسترده LPG را در ناوگان اتوبوس‌رانی خود استفاده کرده و آمریکا نیز اخیراً به جایگزین کردن سوخت اتوبوس مدارس از گازوئیل به LPG روی آورده‌است. میزان انتشار SO2 و CO حاصل از سوخت گاز مایع حدود ۴۰ تا ۶۰ درصد کمتر از بنزین است. ذرات آلاینده (PM) و تولید شده از سوختن گاز مایع نسبت به بنزین به ترت۵۲ ۵(پنجاه%و دو درصد) ۲۱ ۲(بیست و ی۱ درصد) ک% کاهش مییابد. مقدار تولید شده نیز نسبت به گازوی۲۱ ۲(بیست و یک درصد) ۱٪ کاهش می‌یابد.

## اصول مدیریت شهری و جایگاه‌های مجاز و استاندارد
برای ایجاد جایگاه سوختگیری LPG برای خودروها، نیاز به جایگاه مجزا و محل جداگانه نیست. برای این کار میتوان از دیسپنسرهای مشترک بنزین وگازوییل استفاده کرد. در بسیاری از کشورها ال پی جی در همان جایگاههای بنزین و دیزل و به صورت مشترک عرضه میشود. این کار فقط نیاز به یک نازل مخصوص سوختگیری گاز مایع دارد.
برخی قطعات مورد نیاز برای تبدیل موتور تک سوز به دوگانه LPG سوز، عبارتند از: مخزن ذخیره گاز مایع، پمپ سوخت ال پی جی، سنسور فشار، سنسور تعیین سطح سوخت، شیرهای برقی یا سلنوئیدی، انژکتورهای ال پی جی و ….
تمام قطعات تبدیل خودروی تک سوز به دوگانه سوز LPG در داخل کشور موجود است و در صورت حمایت واحدهای تولیدی، قابلیت تولید انبوه آنها وجود دارد؛ بنابراین نیاز به واردات کیت‌های تبدیلی این سوختها از خارج از کشور نیست. پس تبدیل آن آسان و ارزان خواهد بود.